# Ada West District
Der Distrikt Ada West District ist einer von 29 Distrikten der Greater Accra Region in Ghana. Er hat eine Größe von 325,6 km² und 76.087 Einwohner (2021). 

## Geschichte
Ursprünglich war er 1988 Teil des damals größeren Dangme East District, der aus dem ehemaligen Dangme District Council hervorgegangen war, bis am 28. Juni 2012 der westliche Teil des Distrikts zum Ada West District abgespalten wurde; daher wurde der verbleibende Teil in Ada East District umbenannt. Die Distriktversammlung liegt im östlichen Teil der Greater Accra Region und hat Sege als Hauptstadt.

## Einwohnerentwicklung
Die folgende Übersicht zeigt die Einwohnerzahlen nach dem jeweiligen Gebietsstand.
| Jahr | Einwohner |
| ---- | --------- |
| 2010 | 59.124    |
| 2021 | 76.087    |